# Palacio Madero - Unzué
El Palacio Madero - Unzué es un palacio ubicado en el cruce de las calles Newton y General Gelly y Obes, en La Isla, sector del barrio de Recoleta, Ciudad Autónoma de Buenos Aires. Aquí funciona la embajada del Reino Unido en la República Argentina.
De estilo eduardiano y con fachadas revestidas en símil piedra (actualmente oculto bajo capas de pintura), el edificio fue la residencia de la familia Madero - Unzué hasta 1945.

## Historia
Su construcción se realizó entre los años 1914 y 1917. Sus arquitectos fueron los ingleses Walter Bassett-Smith y Bertie Collcutt. Aquí habitó Carlos María Madero Ramos Mejía junto a su esposa Sara Unzué y sus hijos. Es de destacar que su propietario Carlos María Madero Ramos Mejía era nieto de Francisco Ramos Mejía Ross que a su vez era nieto del primer inmigrante escocés de Buenos Aires William Ross
Cuenta con un parque, poblado de añosas tipas, palos borrachos y especies centenarias. Este espacio formaba parte de lo que era la Quinta de Hale Pearson, anexada a la residencia en 1945 cuando fue comprada para funcionar como embajada británica (anteriormente esta funcionaba en el Edificio Británico). Años más tarde, se incorporó a la embajada un edificio ubicado en el 2412 de la calle Agote. 
En su interior, el edificio cuenta con elementos elegidos en museos y colecciones en Londres, destacándose piezas del Victoria and Albert Museum y posee un arcón de viaje de Woodbine Parish, primer representante británico ante las Provincias Unidas del Río de la Plata.
Se la considera la embajada-residencia más lujosa que los británicos tienen en el mundo.

## Galería

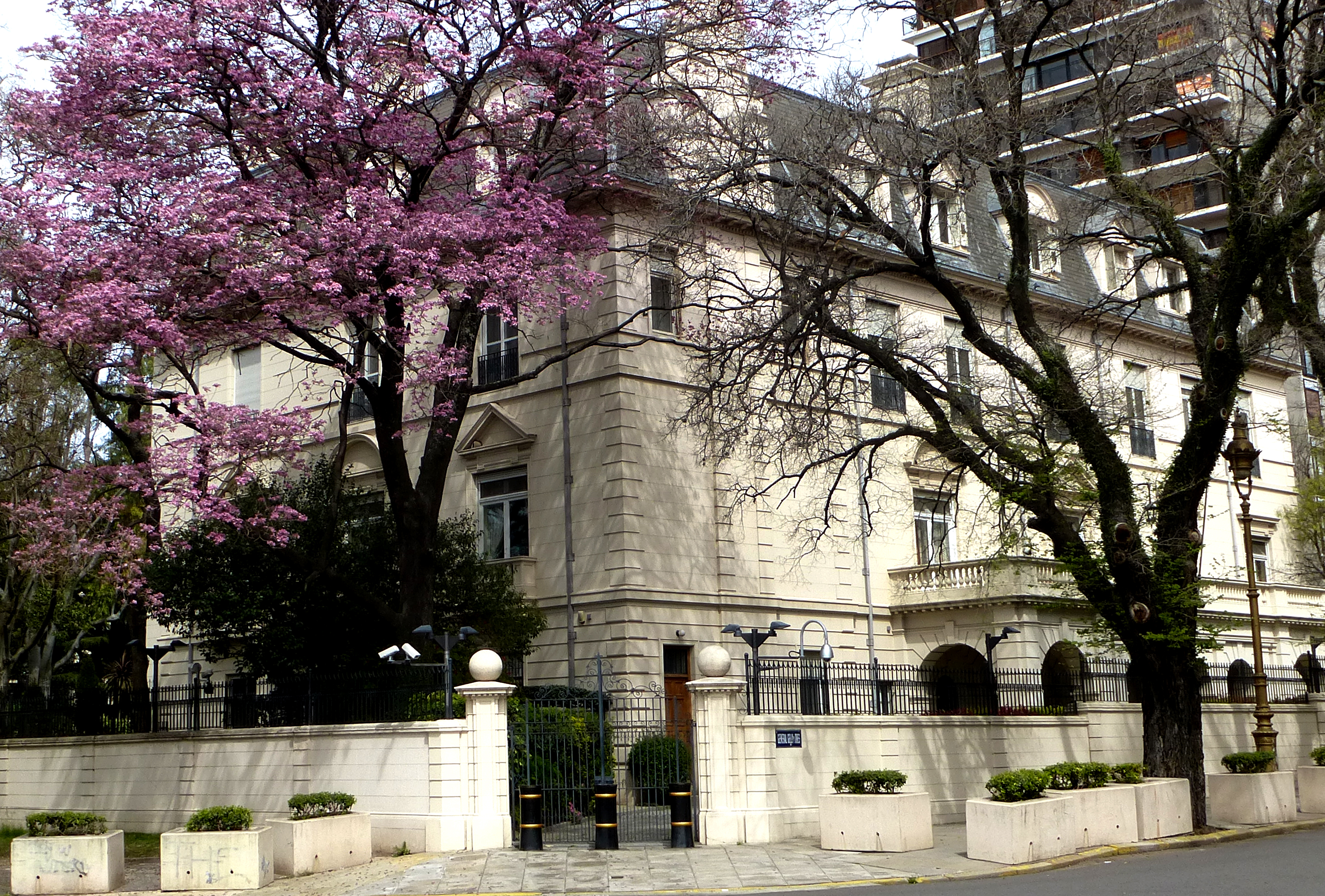
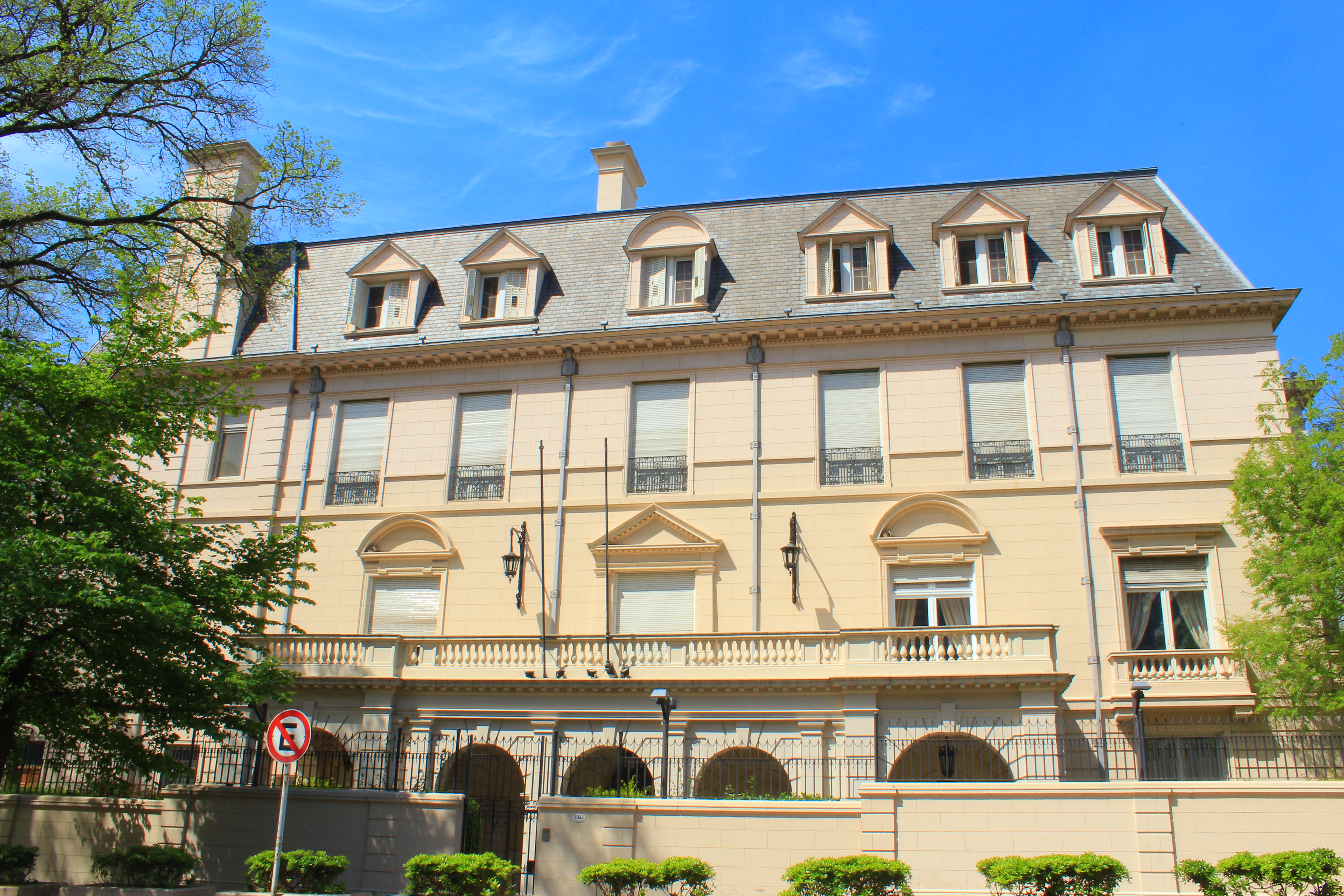
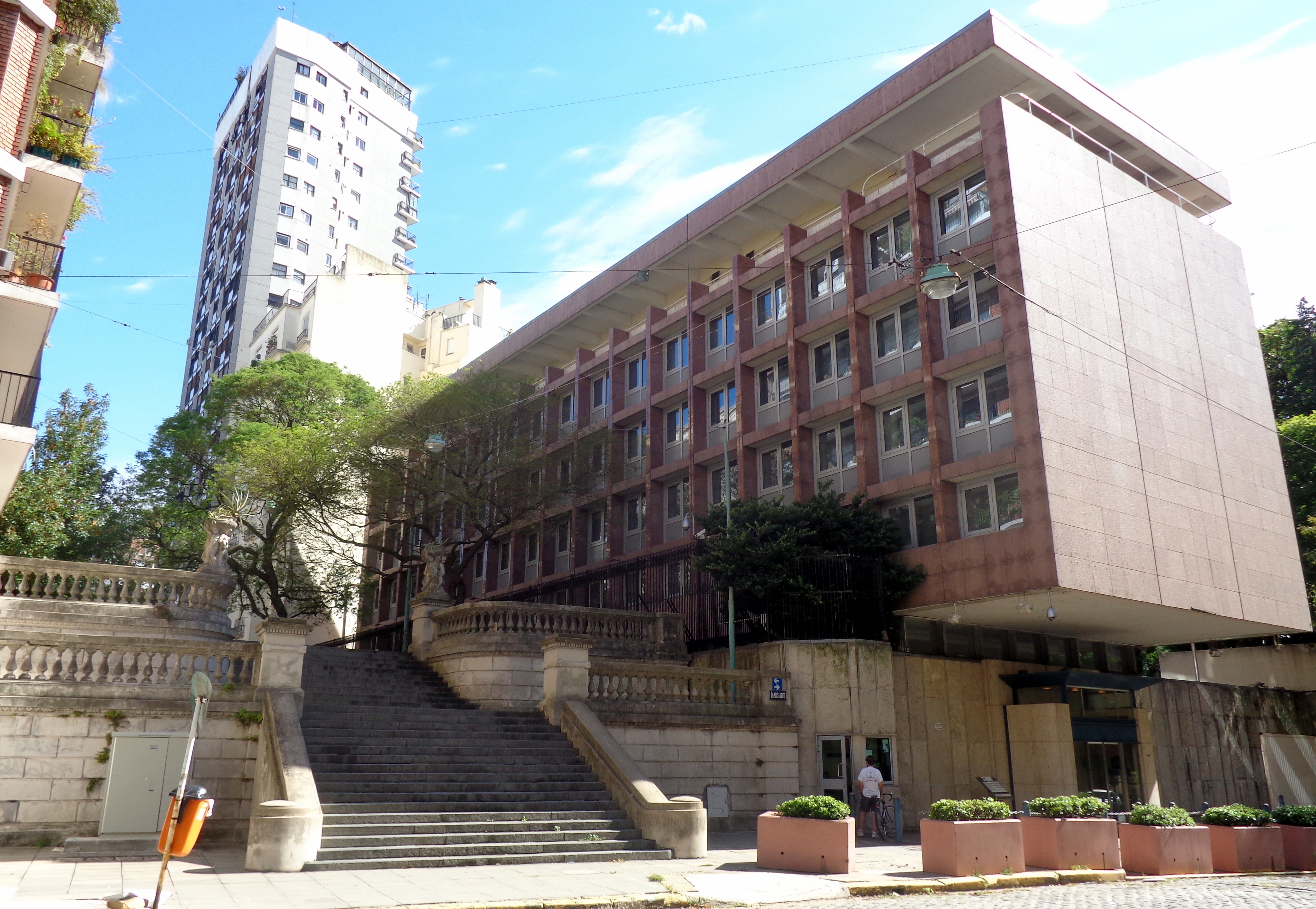
Edificio anexo en la calle Luis Agote